# Burgstall Winiham
Der Burgstall Winiham bezeichnet eine abgegangene Höhenburg in Winiham, einem Gemeindeteil der niederbayerischen Gemeinde Mitterskirchen im Landkreis Rottal-Inn. Die Anlage wird als Bodendenkmal unter der Aktennummer D-2-7642-0010 mit der Beschreibung „Burgstall des Mittelalters“ geführt.

## Beschreibung
Der Burgstall Winiham liegt auf einem ansteigenden Hügel im Eichfeld. Der annähernd ovale Burgplatz hat nach dem Urkataster von Bayern die Ausmaße vom 55 m (in Ost-West-Richtung) × 70 m (in Nord-Süd-Richtung). Er erhebt sich um ca. 5 m von der Umgebung. Rund um den Burgstall ist ein Randwall erkennbar. Heute ist der Burgstall eingeebnet und von einer Wiese überdeckt.